# Prva dalmatinska proleterska udarna brigada NOVJ-a
Prva dalmatinska proleterska udarna brigada osnovana je 6. rujna 1942. u selu Dobrom, blizu Livna. U njen sastav ušli su: 1. bataljun "Ante Jonić", 2 bataljun "Bude Borjan", 3. bataljun "Josip Jurčević" i 4. bataljun "Tadija Anušić".
Za komandanta brigade proglašen je Pero Četković (poginuo 28. ožujka 1943.; narodni heroj), zamjenikom komandanta Marijan Bilić (poginuo 1942, narodni heroj), političkim komesarom Ante Čenčo Kronja, a zamjenikom političkog komesara Vlado Šćekić (narodni heroj). Mihovil Mišo Tartalja imenovan je načelnikom Štaba.
Članovi Politodijela bili su:
1. Paško Romac, zadužen za partijsko-organizaciona pitanja,
2. Risto Lekić, zadužen za kultumo-politički rad,
3. Stevo Drecun, zadužen za rad s omladinom.

Brigada je prilikom osnivanja imala ukupno 1217 boraca, od toga 83 žene. Iz Dalmacije je bilo 1184 boraca, i to: iz Splita 204, Šibenika 182, Knina 143, Sinja 138, Makarske 129, Trogira 119, Vrgorca 62, Omiša 32, Korčule 22, Ploča 60, Zadra 15, Benkovca 4, Biograda 9, Drniša 16, Brača 3, Hvara 15, Imotskog 4, Visa 20, Metkovića 7, a 33 su izvan Dalmacije.
U sastavu je 4. operativne zone Hrvatske do 9. studenog 1942., 3. divizije do 8. rujna 1943, 9. divizije do siječnja 1944. i 26. divizije do kraja rata. Krajem kolovoza 1944. imala je 1650 boraca, 20. siječnja 1945. bilo je 2372 boraca.
Sudjelovala je u mnogobrojnim borbama. U borbama za ponovno oslobođenje Jajca krajem studenoga i početkom prosinca 1942. godine poginuo je njen drugi zapovjednik, narodni heroj Božo Bilić Marjan, a brigadu je pohvalio stožer Treće divizije. U sljedećim izuzetno teškim borbama potvrdila se kao jedna od elitnih postrojba NOVJ-a.
Tijekom Bitke na Neretvi pokazala je izuzetno požrtvovanje u napadu na Prozor i tijekom dramatične obrane Prozora od napada njemačko-ustaške grupacije Vogel. U bitci na Sutjesci istakla se u obrani u oblasti Šavnika. Pretrpjevši velike gubitke, uspjela se je probiti iz okruženja po dijelovima. 3. bataljun i dio 2. bataljuna probio se u Hercegovinu, gdje su ušli u Desetu hercegovačku brigadu.
U kolovozu 1943. godine Prva dalmatinska brigada vratila se u Dalmaciju i u području Vrlike popunjava se s tri nova bataljuna. Angažirala se u borbama protiv njemačke 7. SS divizije "Prinz Eugen" u obrani Splita. U listopadu se je borila na Pelješcu, a zatim na Hvaru. Pomagala je izvlačenje Prve prekomorske i Trinaeste dalmatinske brigade s Korčule tijekom operacije "Herbstgewitter II".
U siječnju 1944. godine ušla je u 26. diviziju i sudjelovala u obrani Visa. S Visa je izvela nekoliko uspješnih pomorsko-desantnih prepada na Hvar, Mljet, Korčulu i Šoltu. Sudjelovala je s Jedanaestom dalmatinskom brigadom u uništenju borbene skupine 369. "Vražje" legionarske divizije na Vukovom klancu. Oslobodila je Šibenik i sudjelovala u razbijanju njemačke Borbene skupine "Alermann" i četnika. Istakla se u Kninskoj i Mostarskoj operaciji. Sudjelovala je u oslobođenju Bihaća, Like, Hrvatskog primorja, Krka, zatim Klane i Ilirske Bistrice. Završila je ratni put na Soči 8. svibnja 1945. godine.
Ukazom vrhovnog zapovjednika NOV-a i POJ-a Josipa Broza Tita 19. rujna 1944., Prva dalmatinska brigada proglašena je proleterskom. Odlikovana je Ordenom narodnog heroja, Ordenom narodnog oslobođenja i Ordenom bratstva i jedinstva sa zlatnim vijencem.
Kroz brigadu je prošlo oko 5500 boraca. U završnim operacijama popunjena je s oko 500 boraca - Albanaca s Kosova. Tijekom rata poginulo je 2229 boraca Prve dalmatinske brigade.

## Zapovjednici
Zapovjednici brigade, zapovjednici bataljuna i politički komesari.

## Narodni heroji Prve dalmatinske brigade
- Ante Kronja
- Božo Bilić Marjan
- Vladimir Rolović
- Petar Pero Ćetković
- Jure Galić - Veliki